# Бальдвіновиці (Опольське воєводство)
Бальдвіновиці (пол. Baldwinowice) — село в Польщі, у гміні Намислув Намисловського повіту Опольського воєводства.
Населення — 75 осіб (2011).

## Демографія
Демографічна структура станом на 31 березня 2011 року:
|          | Загалом | Допрацездатний вік | Працездатний вік | Постпрацездатний вік |
| -------- | ------- | ------------------ | ---------------- | -------------------- |
| Чоловіки | 42      | 12                 | 28               | 2                    |
| Жінки    | 33      | 3                  | 23               | 7                    |
| Разом    | 75      | 15                 | 51               | 9                    |